# Жаркент-Арасан
Жаркент-Арасан (каз. Жаркент-Арасан) — село в Панфиловском районе Жетысуской области Казахстана. Входит в состав Улкенагашского сельского округа. Код КАТО — 195653200.

## Население
В 1999 году население села составляло 65 человек (31 мужчина и 34 женщины). По данным переписи 2009 года, в селе проживало 67 человек (35 мужчин и 32 женщины).

## Бальнеологический санаторий
Близ села Жаркент-Арасан, в ущелье Жетысу Алатау (высота 1100 м над уровнем моря), в долине реки Борохудзир, располагается одноимённый бальнеологический санаторий. Открыт в 1967 году. Благодаря мягкой зиме (средняя температура января −5°С) и умеренно тёплому лету функционирует круглый год. Воды Жаркент-Арасана — хлорсульфатнатриевые с примесью радона.